# Charles Michel Potier
Charles Michel Potier (ros. Карл Мишель Иванович Потье; ur. 27 września 1785 w Paryżu, zm. 16 marca 1855 w Klarowce, pow. dniepropietrowski, gubernia taurydzka, Imperium Rosyjskie) – francuski inżynier w służbie rosyjskiej, trzeci rektor Instytutu Inżynierów Komunikacji w Petersburgu.

## Życiorys
Pochodził z zamożnej arystokratycznej rodziny francuskiej. Po ukończeniu  paryskiej École Polytechnique i École Nationale des ponts et chaussées służył we francuskim korpusie inżynieryjnym. Zbudował most w Pever nad Loiret. W 1809 na prośbę Aleksandra I został przez Napoleona I wysłany wraz z trzema innymi inżynierami francuskimi (Pierre-Dominique Bazaine, Alexandre Fabre, Maurice Destrem wysłany do Rosji). Był członkiem masonerii, w Rosji należał do loży masońskiej „Unia Astrei”.
W lipcu 1810 Potier wstąpił do służby rosyjskiej i został mianowany kapitanem  oraz profesorem matematyki w nowo powstałym Instytucie Korpusu Inżynierów Komunikacji kierowanym przez Agustína de Betancourt. W 1811 roku awansowano go do stopnia majora. K.I.  W Instytucie prowadził zajęcia z matematyki elementarnej i geometrii wykreślnej, oraz kurs konstrukcji i kurs „Projekty i szacunki”. Napisał i opublikował pierwsze podstawowe podręczniki geometrii wykreślnej w Rosji: „Podstawy geometrii wykreślnej” (1816), „Zastosowanie geometrii wykreślnej do rysunku” (1817), „Wstępne podstawy cięcia kamieni” (1818). Pierwsze dwa podręczniki, napisane w języku francuskim, ukazały się także w języku rosyjskim w tłumaczeniu ucznia Pottiera, Jakowa Aleksandrowicza Sewastianowa (1796–1849), który stał się twórcą rosyjskiej geometrii wykreślnej. Na początku wojny francusko-rosyjskiej w 1812 roku Potier, podobnie jak trzech pozostałych francuskich inżynierów, został zesłany do Jarosławia a potem do Irkucka. Po zakończeniu wojny w 1815 r. został sprowadzony z powrotem do Petersburga, gdzie kontynuował zajęcia i wykłady w Instytucie Inżynierów Komunikacji i otrzymał awans do stopnia podpułkownika.
W 1818 otrzymawszy awans na pułkownika i został przeniesiony do  czwartego okręgu komunikacyjnego, aby wykonać w miejsce Maurice'a Destrema zadania polegające na zbadaniu połączenia rzeki Doniec z Wołgą. W sierpniu 1818 roku został dyrektorem I oddziału IV okręgu. 28 czerwca 1823 roku został awansowany na generała majora. Po awansie na generała dywizji w 1823 roku Potier został szefem Komisji ds. projektów i ocen. W 1824 został powołany do Rady przy ministrze transportu. Ożenił się z Klarą z domu Rouvier, najmłodszą córką emigranta francuskiego i właściciela dóbr ziemskich w gub. taurydzkiej Wiliama. Umarła w trakcie porodu. W 1827 r. według jego projektu zbudowano w Kerczu placówkę kwarantanny dla statków. Był również projektantem Bulwaru Nadmorskiego w Odessie oraz doków w tym mieście (1821).
Jako generał porucznik zastąpił Pierre-Dominique Bazaine zostając trzecim dyrektorem Instytutu Korpusu Inżynierów Komunikacji (1834-1836). Zreorganizował wówczas założoną przez Betancourt szkołę inżynierów kolejowych i warsztaty Instytutu. W celu poprawy kondycji fizycznej i zdrowia studentów w 1835 r. utworzył w Instytucie „salę gimnastyczną” i wprowadził zajęcia szermiercze. W 1836 odszedł ze służby i osiadł w odziedziczonym po żonie majątku we wsi Klarowka. Jego następcą w Instytucie został Andriej Daniłowicz Gotman.

### Odznaczenia
- Order Świętego Włodzimierza III klasy
- Rosyjski Order Świętej Anny II klasy
- Legia Honorowa